# Tito Calestrio Tirón Orbio Esperado
Tito Calestrio Tirón Orbio Esperado (en latín: Titus Calestrius Tiro Orbius Speratus) fue un senador romano que vivió a finales del siglo I y principios del siglo II, y desarrolló su cursus honorum bajo los reinados de Domiciano, Nerva, Trajano, y Adriano. Fue cónsul sufecto en el año 122 junto a Gayo Trebio Máximo.

## Orígenes familiares
Ronald Syme observa que el nomen Calestrius es de origen etrusco y es raro, atestiguado solo en la ciudad de Veyes en Italia, y se tiene constancia de tres personas identificadas con ese gentilicio en el siglo II además de Orbio Esperado: uno de ellos es su hijo, Tito Calestrio Tirón Julio Materno gobernador de Licia y Panfilia entre los años 136 y 138.

## Carrera política
El cursus honorum de Orbio Esperado se puede reconstruir en parte gracias a una inscripción griega que su hijo erigió en Iotape (actual Aytap, Turquía). Su primer cargo conocido fue el de cuestor, que desempeñó en Bitinia y Ponto; Bernard Rémy fecha su mandato en este cargo entre aproximadamente los años 102 y 104. A esto le siguió su servicio como legatus o asistente del gobernador proconsular de la Galia Narbonensis. Luego Orbio Esperado regresó a Roma, donde avanzó a través de las tradicionales magistraturas republicanas de tribuno  de la plebe y pretor. Una vez que dejó su cargo de pretor, fue nombrado curator de la Via Valeria, la Via Tiburtina y una tercera carretera cuyo nombre se perdió. Luego fue legatus de la Legio V Macedonica, estacionada en Siria. Después de esto, gobernó dos provincias. La primera fue la provincia senatorial de Acaya; Werner Eck fecha su mandato en el período 111/112. La segunda fue Cilicia; Eck fecha su mandato en esta provincia del año 113 al 116.
Rémy, observa que el tiempo pasado entre la última magistratura ejercida certificada por Orbio Esperado y su ascenso al consulado es notable, y sugiere que si bien fue favorecido por Trajano, pudo haber sido miembro del partido opuesto al sucesor de Trajano, Adriano, y la demora fue, al menos en parte, castigo por esto. Los detalles de la vida de Orbio Esperado después de su consulado aún se desconocen.